# U-408 (tàu ngầm Đức)
U-408 là một tàu ngầm tấn công  Lớp Type VII thuộc phân lớp Type VIIC được Hải quân Đức Quốc Xã chế tạo trong Chiến tranh Thế giới thứ hai. Nhập biên chế năm 1941, nó đã thực hiện được ba chuyến tuần tra và đánh chìm được ba tàu buôn với tổng tải trọng 19.689 GRT. Trong chuyến tuần tra cuối cùng, U-408 bị một thủy phi cơ PBY Catalina của Hải quân Hoa Kỳ đánh chìm trong biển Na Uy về phía Bắc Iceland vào ngày 5 tháng 11, 1942.

## Thiết kế và chế tạo

### Thiết kế

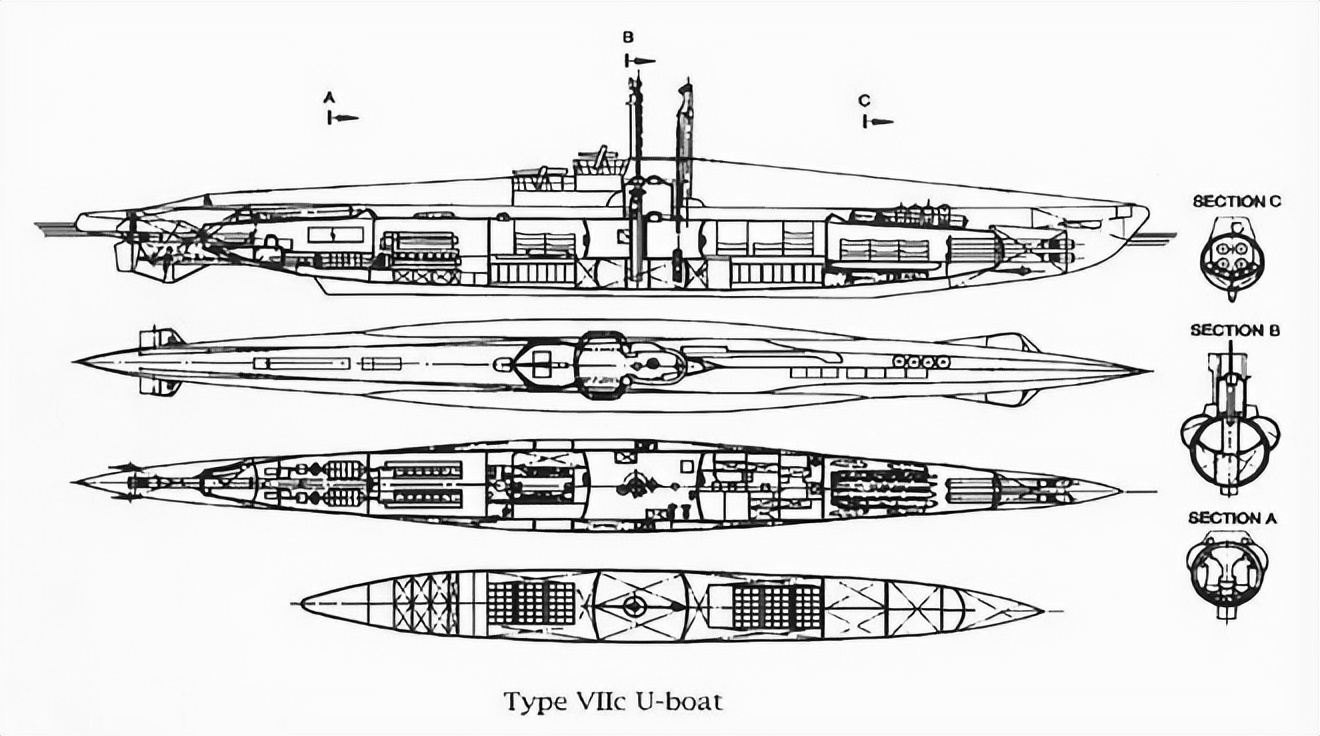
Sơ đồ các mặt cắt một tàu ngầm Type VIIC

Phân lớp VIIC của Tàu ngầm Type VII là một phiên bản VIIB được kéo dài thêm. Chúng có trọng lượng choán nước 769 t (757 tấn Anh) khi nổi và 871 t (857 tấn Anh) khi lặn). Con tàu có chiều dài chung 67,10 m (220 ft 2 in), lớp vỏ trong chịu áp lực dài 50,50 m (165 ft 8 in), mạn tàu rộng 6,20 m (20 ft 4 in), chiều cao 9,60 m (31 ft 6 in) và mớn nước 4,74 m (15 ft 7 in).
Chúng trang bị hai động cơ diesel Germaniawerft F46 siêu tăng áp 6-xy lanh 4 thì, tổng công suất 2.800–3.200 PS (2.100–2.400 kW; 2.800–3.200 bhp), dẫn động hai trục chân vịt đường kính 1,23 m (4,0 ft), cho phép đạt tốc độ tối đa 17,7 kn (32,8 km/h), và tầm hoạt động tối đa 8.500 nmi (15.700 km) khi đi tốc độ đường trường 10 kn (19 km/h). Khi đi ngầm dưới nước, chúng sử dụng hai động cơ/máy phát điện Garbe, Lahmeyer & Co. RP 137/c  tổng công suất 750 PS (550 kW; 740 shp). Tốc độ tối đa khi lặn là 7,6 kn (14,1 km/h), và tầm hoạt động 80 nmi (150 km) ở tốc độ 4 kn (7,4 km/h). Con tàu có khả năng lặn sâu đến 230 m (750 ft).
Vũ khí trang bị có năm ống phóng ngư lôi 53,3 cm (21 in), bao gồm bốn ống trước mũi và một ống phía đuôi, và mang theo tổng cộng 14 quả ngư lôi, hoặc tối đa 22 quả thủy lôi TMA, hoặc 33 quả TMB. Tàu ngầm Type VIIC bố trí một hải pháo 8,8 cm SK C/35 cùng một pháo phòng không 2 cm (0,79 in) trên boong tàu. Thủy thủ đoàn bao gồm 4 sĩ quan và 40-56 thủy thủ.

### Chế tạo
U-408 được đặt hàng vào ngày 16 tháng 10, 1939, và được đặt lườn tại xưởng tàu Danziger Werft ở Danzig (nay là Gdańsk thuộc Ba Lan) vào ngày 30 tháng 9, 1940. Nó được hạ thủy vào ngày 16 tháng 7, 1941, và nhập biên chế cùng Hải quân Đức Quốc Xã vào ngày 19 tháng 11, 1941 dưới quyền chỉ huy của Hạm trưởng, Thiếu tá Hải quân Reinhard von Hymmen.

## Lịch sử hoạt động
Sau khi hoàn tất việc huấn luyện trong thành phẩn Chi hạm đội U-boat 5, U-408 được điều động sang Chi hạm đội U-boat 9 từ ngày 1 tháng 5, 1942 để hoạt động trên tuyến đầu, rồi lại được điều động sang Chi hạm đội U-boat 11 từ ngày 1 tháng 7, 1942.

### Chuyến tuần tra thứ nhất
Sau khi di chuyển từ cảng Kiel, Đức đến Skjomenfjord, Na Uy vào cuối tháng 5, U-408 xuất phát từ đây vào ngày 7 tháng 6 cho chuyến tuần tra đầu tiên trong chiến tranh. Nó đã hoạt động trong các vùng biển Na Uy và biển Barents, nhưng không đánh chìm được mục tiêu nào, rồi kết thúc chuyến tuần tra khi quay trở về Skjomenfjord vào ngày 16 tháng 7.

### Chuyến tuần tra thứ hai
U-408 thực hiện chuyến tuần tra tiếp theo từ ngày 10 đến ngày 26 tháng 9, cùng xuất phát và kết thúc tại Skjomenfjord, và đã hoạt động trong biển Barents cho đến tận phía Nam Svalbard và ngoài khơi bán đảo Kola, Liên Xô.
Trong ngày 13 tháng 9, ở vị trí khoảng 100 nmi (190 km) về phía Tây Nam Spitsbergen, nó đã phóng ngư lôi tấn công Đoàn tàu PQ-18, đánh chìm các tàu buôn Liên Xô Stalingrad 3.559 GRT và tàu buôn Hoa Kỳ Oliver Ellsworth 7.191 GRT cùng tại tọa độ 75°52′B 07°55′Đ / 75,867°B 7,917°Đ. Sang ngày hôm sau 14 tháng 9, ở vị trí về phía Tây Nam đảo Bear, nó tiếp tục đánh chìm tàu chở dầu Anh Atheltemplar 8.939 GRT, vốn bị rớt lại phía sau Đoàn tàu PQ-18, tại tọa độ 76°10′B 18°00′Đ / 76,167°B 18°Đ.

### Chuyến tuần tra thứ ba – Bị mất
U-408 xuất phát từ cảng Narvik, Na Uy vào ngày 31 tháng 10 cho chuyến tuần tra thứ ba, cũng là chuyến cuối cùng, để hoạt động trong vùng biển Na Uy hướng ra eo biển Đan Mạch giữa Iceland và Greenland. Ở vị trí về phía Bắc Iceland vào ngày 5 tháng 11, chiếc tàu ngầm bị một thủy phi cơ PBY Catalina thuộc Liên đội Tuần tra VBP-848 Hải quân Hoa Kỳ thả mìn sâu tấn công, và bị đánh chìm tại tọa độ 67°40′B 18°32′T / 67,667°B 18,533°T. Toàn bộ 45 thành viên thủy thủ đoàn của U-408 đều tử trận.

### "Bầy sói" tham gia
U-408 từng tham gia hai bầy sói:
- Eisteufel (21 tháng 6 – 10 tháng 7, 1942)
- Trägertod (12 – 22 tháng 9, 1942)

### Tóm tắt chiến công
U-408 đã đánh chìm được ba tàu buôn có tổng tải trọng 19.689 GRT:
| Ngày             | Tên tàu          | Quốc tịch      | Tải trọng | Số phận      |
| ---------------- | ---------------- | -------------- | --------- | ------------ |
| 13 tháng 9, 1942 | Oliver Ellsworth | United States  | 7.191     | Bị đánh chìm |
| 13 tháng 9, 1942 | Stalingrad       | Soviet Union   | 3.559     | Bị đánh chìm |
| 14 tháng 9, 1942 | Atheltemplar     | United Kingdom | 8.939     | Bị đánh chìm |